# Cruise Terminal Rotterdam
Le Cruise Terminal Rotterdam, (en français, le terminal de croisière de Rotterdam), est situé dans le port de Rotterdam, sur les quais de la Wilhelminakade, à proximité du centre-ville de Rotterdam.

## Description
Le terminal de croisière de Rotterdam est utilisé pour le départ et l'arrivée des passagers des navires de croisière s'arrêtant à Rotterdam. L'emplacement peut accueillir les plus grands navires de croisière du monde. Le terminal a été rénové après la Seconde Guerre mondiale, par les architectes Bakema et van de Broek, après les destructions des bâtiments de la société Holland American Lijn durant le bombardement de Rotterdam,. Ce bâtiment historique a été grandement rénové dans les années 1990.
Le terminal est également connu pour son café-restaurant et sa salle de congrès et d'événements d'une taille de 3 800 m2.

## Histoire

### Départ des émigrants
Vers 1600, le port de Rotterdam a servi de point de départ des Néerlandais qui partaient pour les Indes, avec la compagnie Vereenigde Oostindische Compagnie (compagnie des Indes orientales unies). Vers 1700, le port connaît les premières grandes migrations européennes vers l'Amérique du Nord, jusqu'en début de XXe siècle : certains des Pères pèlerins partent du port de Delfshaven en 1620, prélude aux millions d'émigrants européens qui vont les suivre. Au XVIIe siècle, Rotterdam est déjà un port international et le transport de passagers est bien établi. Les départs ont lieu dans les ports intérieurs de la ville, Oudehaven, Wijnhaven, Scheepmakershaven, Leuvehaven, et les Boompjes, sur la rive nord de la Nouvelle Meuse. Vers les années 1820 et 1830, les navires à voile commencent à être remplacés par des navires à vapeur. Les premières navettes régulières entre Londres et Rotterdam sont mises en place en 1830 (« ligne Batavier »).
Le trafic de passagers s'intensifiant, et les navires devenant de plus en plus larges, le port aménage son accès : le canal de Voorne est construit vers 1830, mais il devient vite trop exigu. Le passage Nieuwe Waterweg (signifiant nouveau passage maritime) est creusé de 1866 à 1872 (il reste utilisé de nos jours).
La principale compagnie de transport de passagers, la Nederlansche-Amerikaansche Sroomvaart Maastschapij (compagnie néerlando-américaine de navires à vapeur) prend le nom, plus simple à prononcer pour les étrangers, de compagnie Holland America Lijn ou HAL (ligne Hollande-Amérique). En 1891, la HAL installe son siège sur les quais de Wilhelminakade (nl), à l'emplacement où est situé désormais l'Hotel New York. En plus des transatlantiques, la compagnie navale commence en 1895 à proposer des croisières.

### Départ des croisières (1891-1940)
La première croisière au départ de Rotterdam est organisée par la Hamburg American Lijn, dont le voyage organisé en mer Méditerranée en 1891 remporte un franc succès. La compagnie néerlandaise HAL organise ensuite des croisières par le canal de Kiel permettant la visite de la ville de Copenhague.
Cependant, les émigrations vers l'Amérique restent la principale activité de la compagnie HAL : entre 1900-1910, environ 50 000 à 60 000 migrants partent de Rotterdam annuellement. Ce chiffre s'accroît jusqu'à la fin de la première guerre mondiale, et diminue drastiquement lorsqu'en 1925, le gouvernement des États-Unis impose des quotas aux immigrations sur son sol. Ainsi, à partir de 1925, les activités de croisières deviennent la principale activité de transport de passagers du port. Les départs s'effectuent le long de la Wilhelminakade.

### Destruction et reconstruction d'après-guerre (1940- années 1950)

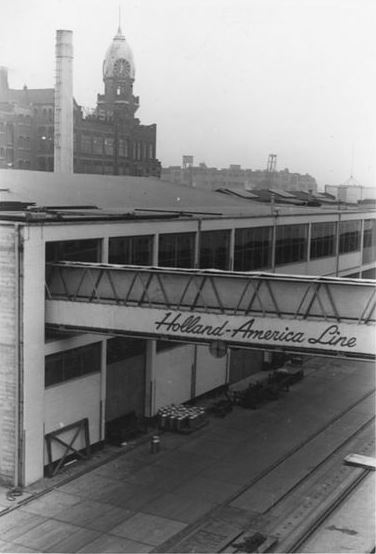
Le terminal en 1949.

Durant la Seconde Guerre mondiale, de nombreux bâtiments portuaires et le centre-ville sont détruits par le bombardement de Rotterdam. La compagnie HAL construit un nouveau terminal moderne pour les départs et d'arrivées des passagers sur la Wilhelminakade (à l'emplacement du terminal de croisière actuel), sur toute la rive nord de Kop van Zuid, rive face au centre-ville de Rotterdam. Les routes d'émigration changent. Les navires de l'armateur néerlandais Lloyd transportent alors un grand nombre d'émigrants vers l'Afrique du Sud, l'Australie et la Nouvelle Zélande. L'indépendance de l'Indonésie (anciennes Indes orientales néerlandaises) stoppe les émigrations vers le pays ce qui affecte fortement l'entreprise Lloyd.

### Déclin des croisières et chute de l'activité du terminal (années 1960-1990)
Dans les années 1960, les traversées transatlantiques en bateau sont fortement concurrencées par les transports aériens de passagers. Les transatlantiques pour les voyages perdent de leur intérêt et sont totalement arrêtés en 1971. Les croisières transatlantiques cependant et les croisières de tour du monde restent cependant populaires.
L'activité sur les quais Whilhelminakade et du Rijnhaven (quais opposés d'où l'entreprise HAL fait partir ses navires de fret de marchandises) diminue après les années 1970. Les croisières de la HAL ne s'arrêtent plus à Rotterdam et l'entreprise Royal Rotterdam Lloyd cesse d'exister. Dans les années 1960 à 1990, peu de croisières ou de paquebots s'arrêtent à Rotterdam. La compagnie HAL développe son centre d'activité touristique à New York. Le terminal de croisières n'est pas rénové et est mal entretenu. La HAL fait construire en France des navires de croisières luxueux : le Nieuw Amsterdam et le Noordam. Le Rotterdam (construit aux Pays-Bas en 1959) reste en service et est populaire ; il est utilisé en 1982 pour la célébration du bicentenaire des relations entre Pays-Bas et États-Unis, en présence de la reine Béatrix.
Dans les années 1980, des acquisitions permettent à l'entreprise HAL d'agrandir sa flotte. La Holland America Cruise est alors rachetée par la compagnie American Carnival Cruise Line, qui poursuit ses investissements en commandant de nouveaux grands navires de croisière : trois navires sont achetés en 1991 à l'entreprise italienne Fincantieri : le Statendam, le Maasdam et le Ryndam (navires de 1 266 passagers). Doté de sept larges navires de croisières, l'American Carnival Cruise Line augmente le nombre de ses croisières en Europe, tandis que l'intérêt pour les croisières sur le vieux continent s'accroît aux États-Unis.

### Tourisme et reconstruction du terminal (1990-)
Le terminal de croisière est rénové à la fin des années 1990. Il est inauguré officiellement sous un nouveau nom, anglais, le Cruise Terminal Rotterdam,. Le pont Érasme permet un accès simplifié entre les quais du terminal et le centre-ville : des tramways, des bus et le métro relient la place Wilhelmina (au bout du quai Whilhelminakade) au quartier central Cool, permettant aux touristes de la croisière de se rendre rapidement en centre-ville, favorisant ainsi son tourisme et ses commerces.

## Gestion
Les arrivées et départs des navires de croisière du port de Rotterdam, sont gérées par le Cruise Port Rotterdam, dont les bureaux sont situés au terminal de croisière.

## Patrimoine national
Le site est classé au titre de monument national (section patrimoine industriel) par le Rijksdienst voor het Cultureel Erfgoed (« Service national pour le patrimoine culturel ») depuis le 3 mai 2010.

## Galerie

Aperçus du Cruise Terminal Rotterdam
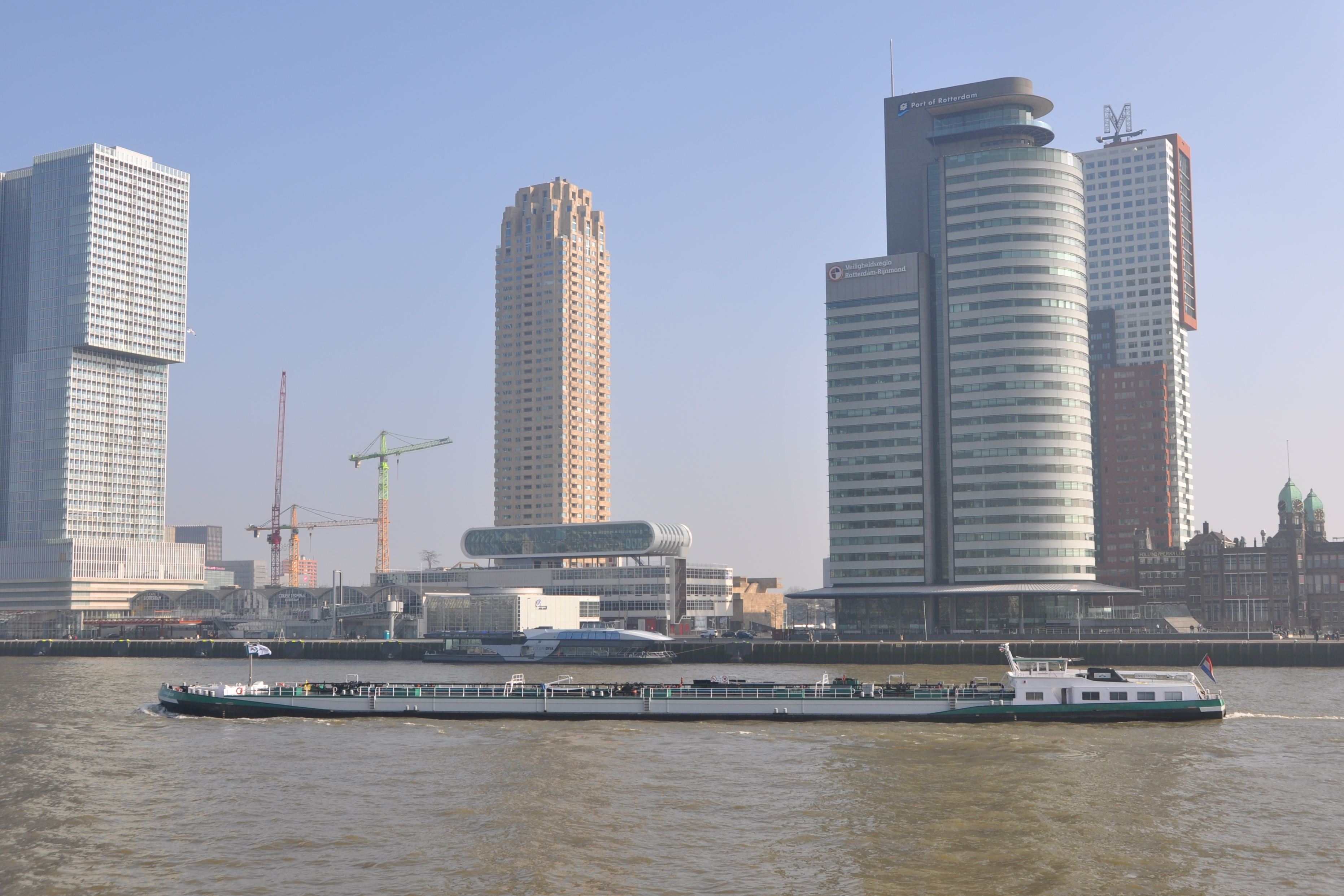
Le terminal et son environnement.
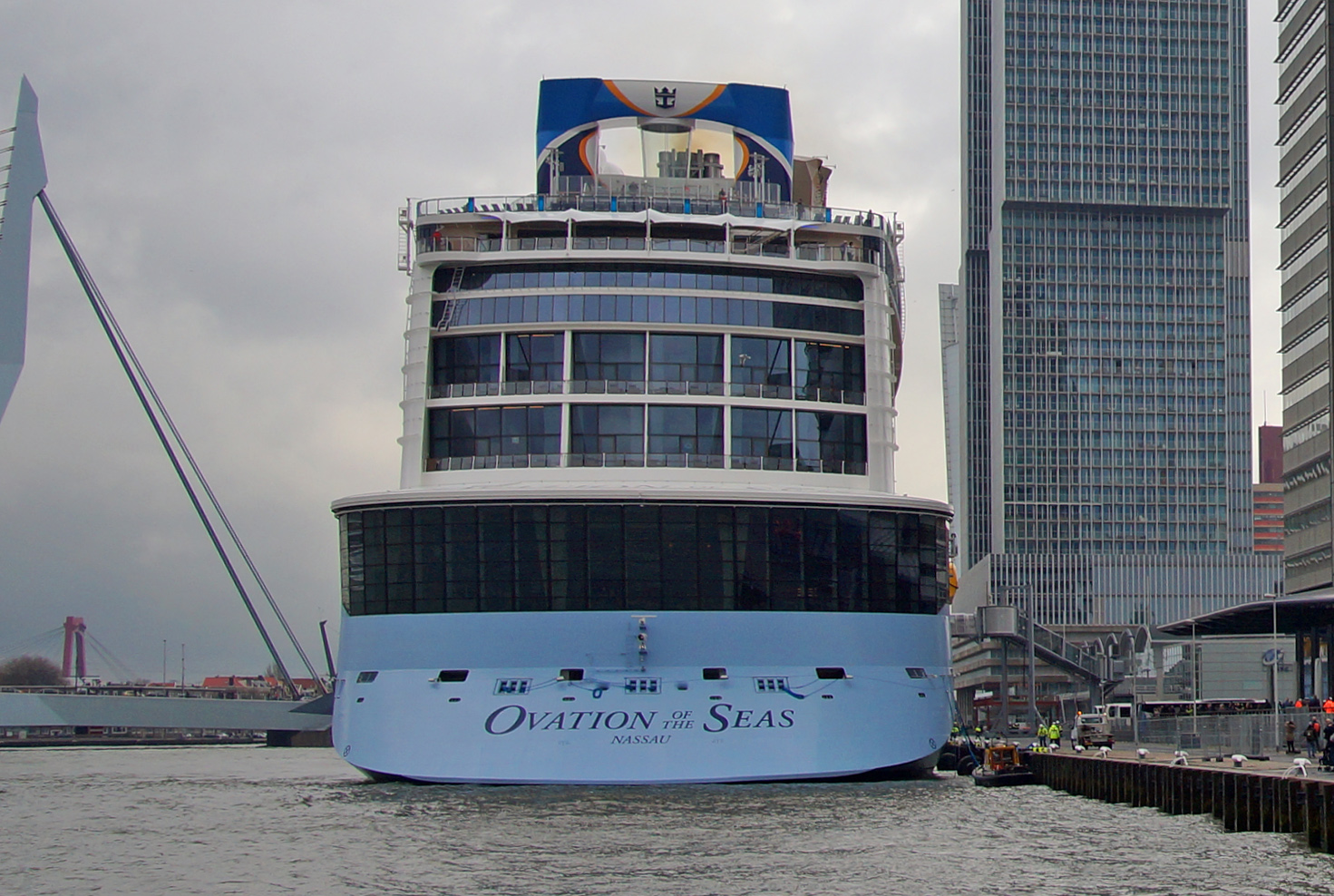
L'Ovation of the Seas amarré au terminal.
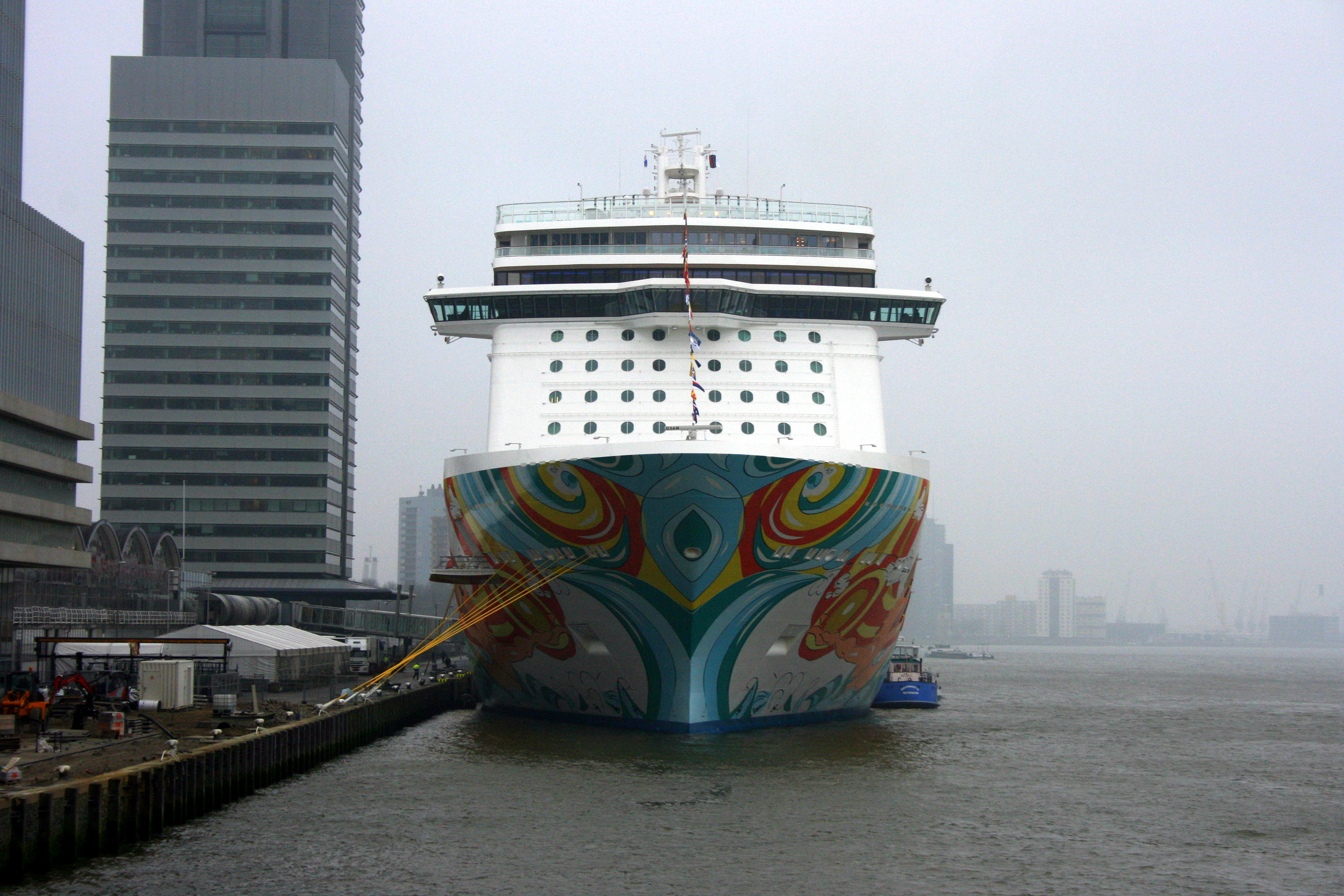
Le paquebot Norwegian Getaway accostant au terminal.
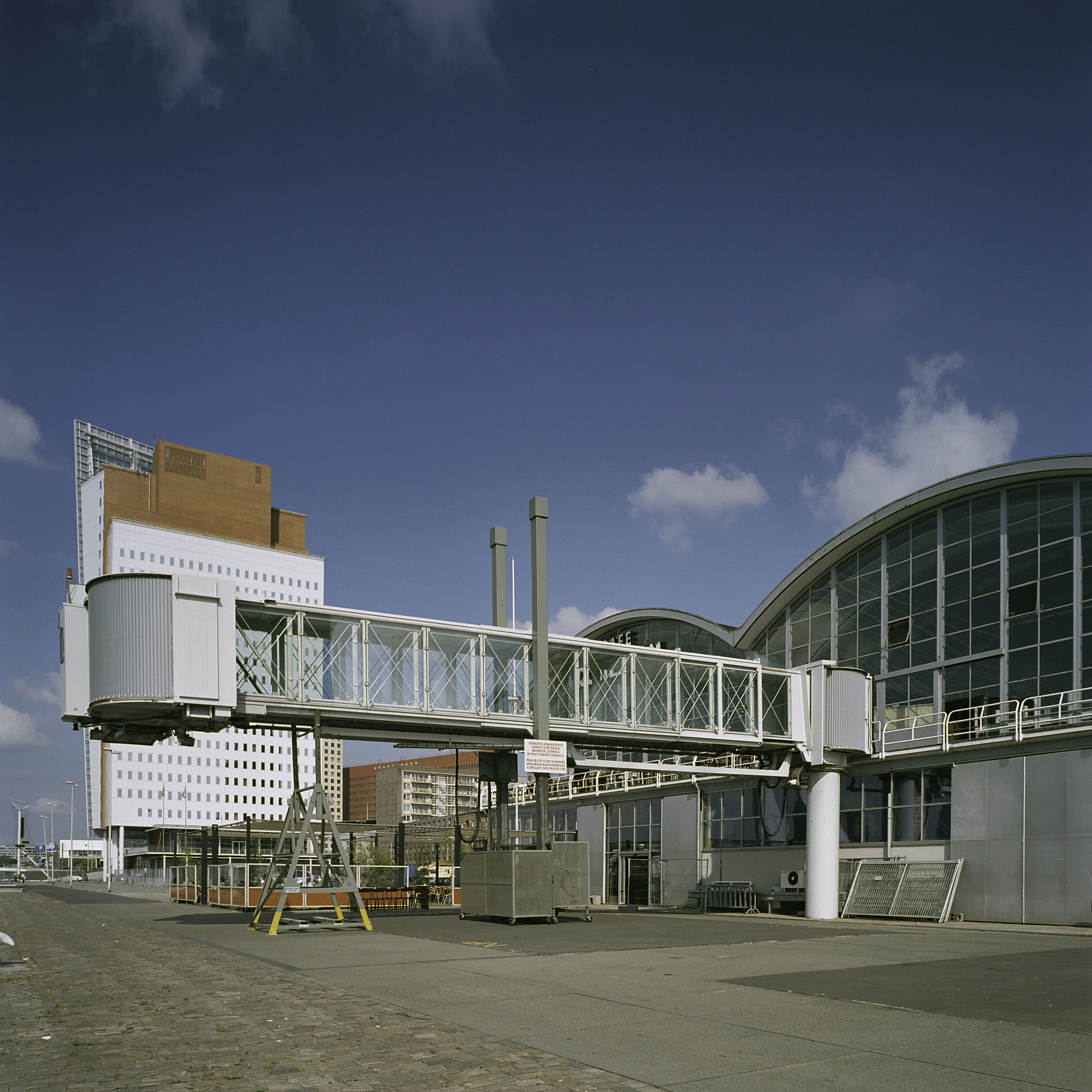
Passerelle et bâtiments du terminal.
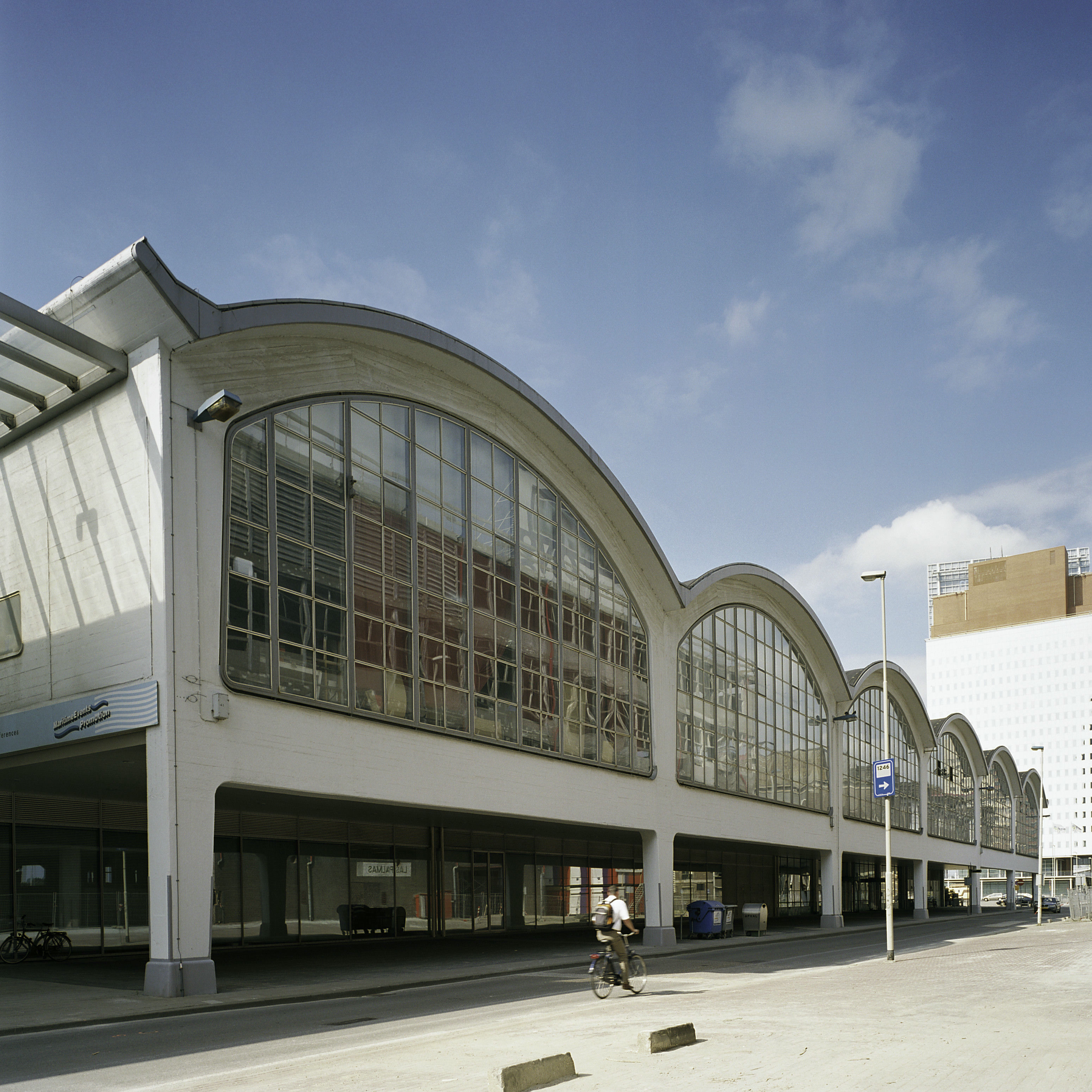
Bâtiments du terminal.
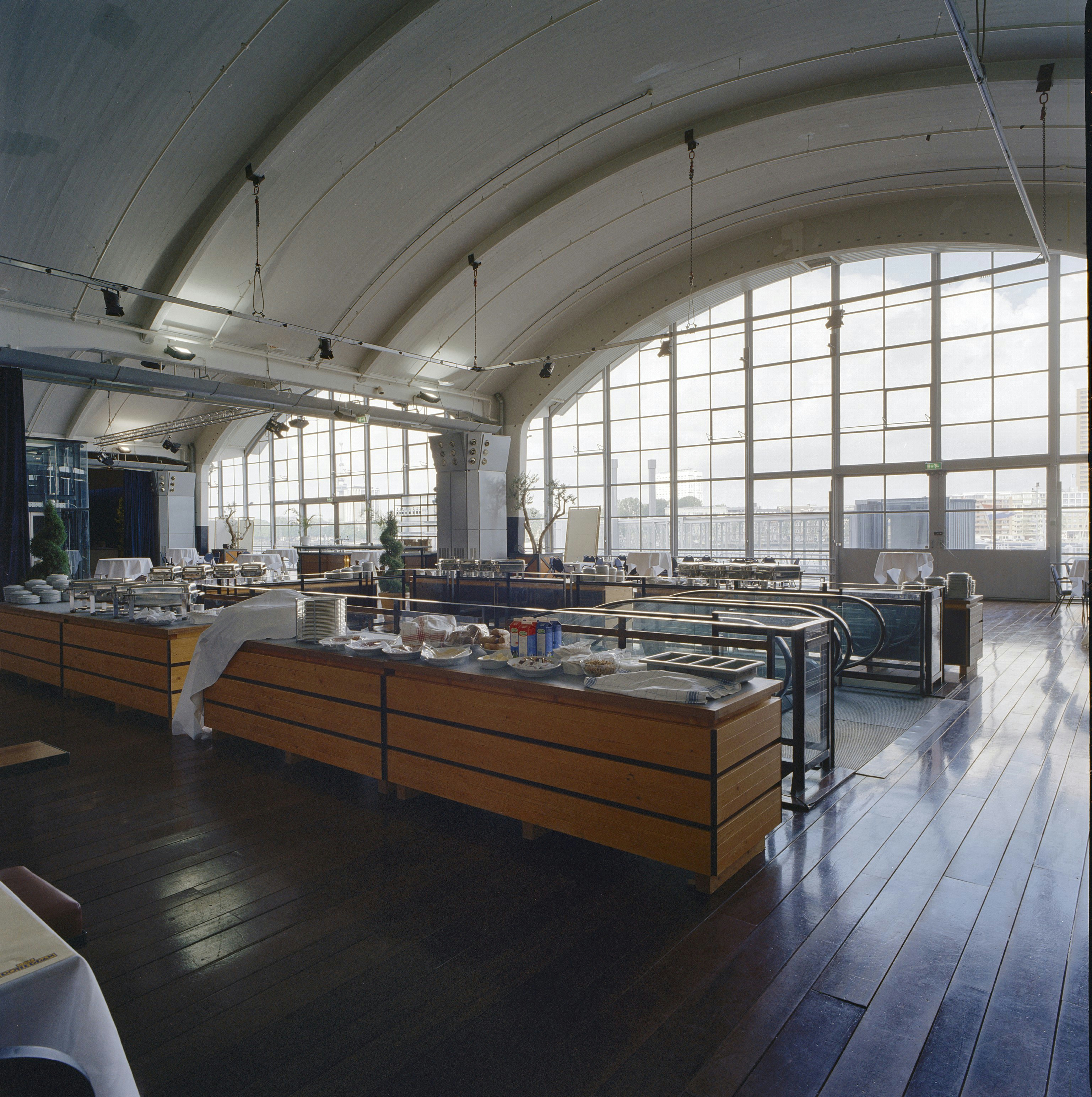
Intérieur du restaurant.
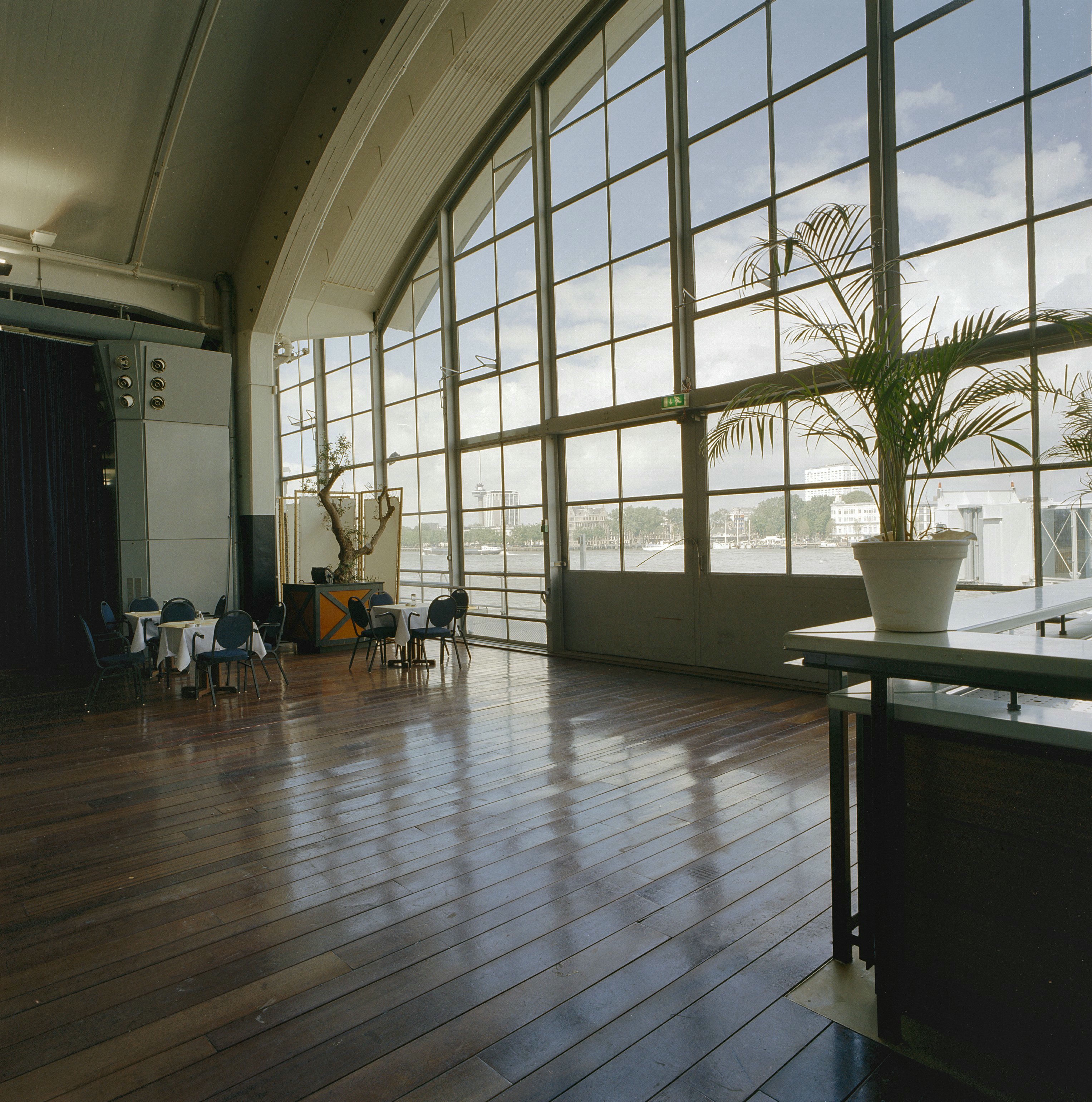
Intérieur du terminal.
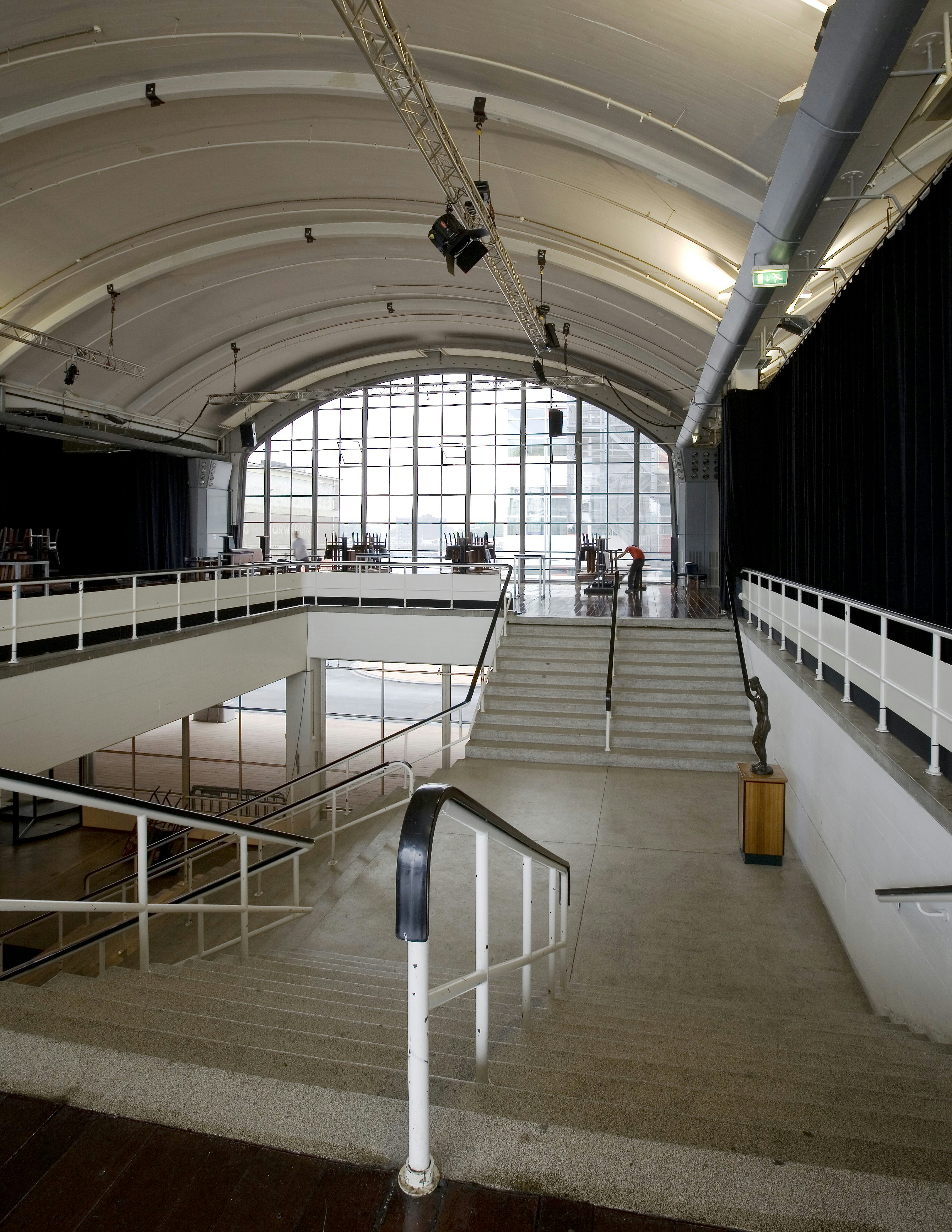
Escaliers d'accès aux passerelles.